# 哲学评论
《哲学评论》是一份中華民國哲学刊物。1927年4月创刊于北京，1947年12月终刊于上海，終刊時是第十一卷第2期。哲学评论原为双月刊，1928年第二卷起改为季刊。该刊自创刊至第六卷均由北京尚志学会编辑发行，自第七卷起改由中国哲学会编辑并在上海出版。自第八卷起迁重庆出版，中國抗日戰爭結束后自第十卷起又迁回上海出版。该刊以介绍西方思想为主旨，还包括中国哲学、逻辑学、教育哲学、法律哲学、宗教哲学、伦理、美学诸方面的研究。